# BeBox

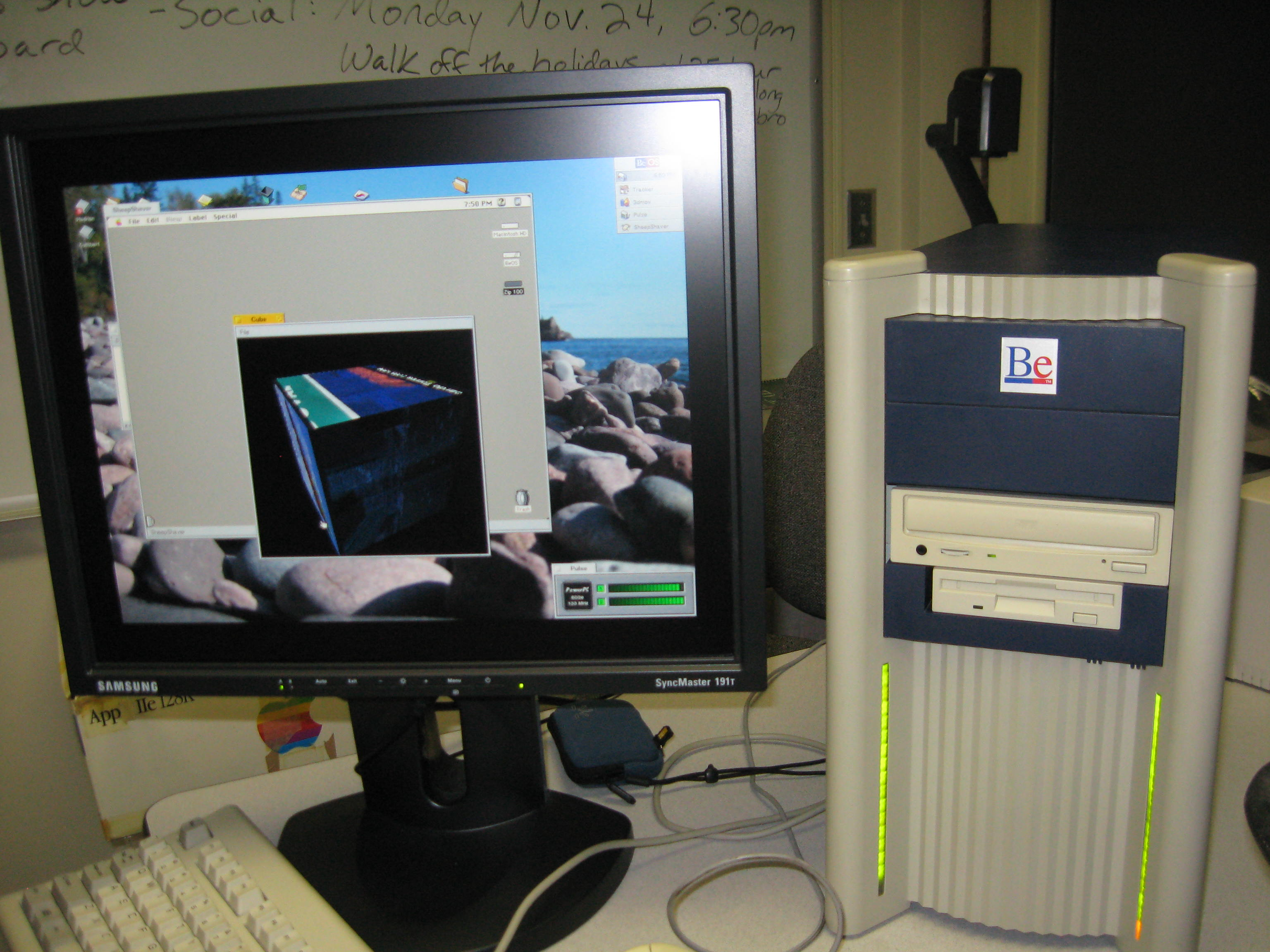
Een BeBox

De BeBox was een PC met twee processoren van Be Incorporated, bedoeld om hun eigen besturingssysteem BeOS te draaien. De machine werd slechts gedurende korte tijd verkocht.
De BeBox maakte zijn debuut in oktober 1995 (BeBox Dual603-66). De processors werden in augustus 1996 opgewaardeerd naar 133 MHz (BeBox Dual603e-133). De productie werd eind 1996 stopgezet, nadat BeOS naar de Apple Macintosh werd omgezet, zodat het bedrijf zich op software kon concentreren. Be verkocht ongeveer 1000 66 MHz en 800 133 MHz BeBoxen.

## Hardwarespecificaties
De eerste prototypes waren uitgerust met twee AT&T Hobbit-processoren en drie DSP's.
Opmerkelijk waren de indicatoren die de belasting van de CPU weergeven, op de voorzijde van de kast, en aan de achterzijde de GeekPort, waar men mee kon experimenteren.
- Twee PowerPC 603 CPU's die aan 66 of 133 MHz werken
- GeekPort: een digitale en analoge I/O- en gelijkstroomconnector, 37-pin connector op de ISA-bus
  - Twee onafhankelijke bi-directionele 8-bit poorten
  - Vier A/D-pinnen naar een 12-bit AD-converter
  - Vier D/A-pinnen verbonden met een onafhankelijke 8-bit DA-converter
  - Twee referentiepinnen met een aardingssignaal
  - Elf stroom- en aardingspinnen
    - Twee op +5 V, één op +12 V, één op -12 V, zeven aardingspinnen